# 料理鼠王
是2007年的美国電腦动画片，也是皮克斯动画工作室制作的第八部动画长片。电影由华特迪士尼影片发行，2007年6月29日在美国上映，布拉德·伯德2005年从简·皮克瓦手中接过导演位置。它的英文片名來自一款同名法國菜式普羅旺斯雜燴。遵照皮克斯的传统，在长片动画电影前一般会有5分鐘的電腦動畫短片，这次短片《綁架課》在本電影前放映。
電影讲述一隻立志想当大厨的老鼠小米，为实现梦想与在巴黎餐馆擔任清潔工的小林合作；電影上映後票房大卖并获影评人认可，上映首周末在北美3940家电影院收入4700万美元登顶票房榜，最后在北美合计收入2亿644万5654美元，全球总票房6亿2444万5654美元。许多影评人把本片列入2007年十大佳片，《巴尔的摩太阳报》的迈克尔·斯拉格排第一，《纽约时报》的斯科特、《洛杉磯時報》的卡里纳·乔卡诺、华尔街日报的乔·莫根斯特恩均排第二。2022年，《IndieWire》列出21世紀最佳41部動畫電影名冊裡，本片排名第22名。

## 劇情
在采访中皮克斯动画工作室的CEO约翰·拉塞特描述该片说：
这是一个关于一只老鼠排除万难，追随激情，努力成为巴黎一家法国餐厅杰出大厨的故事。老鼠对于厨房来说没有好结果，所以可想而知老鼠成为大厨有多么困难。
老鼠小米（Rémy，帕頓·奧斯瓦爾特聲演）是一隻嗅觉异常灵敏的老鼠，与他的兄弟大米（Émile，Peter Sohn聲演）、父亲老常（Django，布萊恩·丹內利聲演）和其它老鼠一起住在法国鄉下的一所老房子的阁楼。小米憑其敏锐的嗅覺可以輕易鉴别食物是不是有鼠药，於是被其父親任命為鼠药检查员。屋主是一名喜歡烹飪的老夫人，家有豐富的調味料和法国顶级厨师古斯特（Auguste Gusteau, Brad Garrett聲演）的食譜，屋主雖一看其美食節目就睡著，但仍時常收看，小米因而受到啟發，学习了很多厨艺，开始向往美食家的生活。
一天，小米看古斯特的美食节目被老夫人发现，她也因為追殺小米等老鼠而发现他们的藏身处。觉得受到威胁的老常命令鼠群立刻撤离。当时正下著大雨，小米与其它老鼠失散了，並不幸掉进巴黎的下水道。幸运的是，按照食神古斯特写的食谱，它找到了现由前副厨师长史金（Skinner，伊恩·荷姆聲演）掌管的餐馆－古斯特餐厅。小米从厨房天窗看到一个没有厨艺的年轻人小林（Linguini，Lou Romano聲演）带著刚去世的母亲写的介绍信来到餐馆。史金看不起小林，就让他作些清洁之类的杂活。
笨手笨脚的小林打翻了一锅汤。试图掩盖的他胡乱往锅裡加了一些调味料，却把汤弄得十分难喝。小米看到后十分著急，竟失足掉进厨房。它本想逃走，但却忍不住要把那锅汤的味道调好。小米调汤的过程则让小林看得目瞪口呆。当史金發现小林“动”汤的时候，小林为了保护小米不被发现，便把它扣在漏勺裡。在混乱中，有一碗汤被端上了一位评论家的餐桌。不过令所有人惊奇的是，那位评论家相当喜欢小米的作品。
厨房里唯一的女大厨甜姐（Collette Tatou，Janeane Garofalo聲演）对小林有好感，便说服史金，只要小林能够重做汤的话就不要解雇他。史金命令他把老鼠小米弄走；小林想把那锅好喝的汤再做出来，不想杀掉它。于是他们做了交易：小米秘密指导他做饭，小林则要把它带回厨房并保护它，兩位就這樣开始上演提线木偶大戏。小米藏在小林的厨师帽裡面，藉揪住他的头发来控制他的动作。
史金用陈年拉度酒庄葡萄酒灌醉小林，试图揭开他与小米的秘密却没有成功，之後恼怒的史金將清潔工作交給他便離開餐廳。第二天早上，小林还没有酒醒，差一点就对甜姐说出他的秘密。小米为了阻止小林，便控制他扑到甜姐身上并吻了她。两人的好感也在此时上升至爱情。此时，小林不知道的是，他其实是古斯特不为人知的亲生儿子。作为餐廳的合法继承人，小林也成为了想企图利用古斯特的影响力做冷凍食品的生意的史金的最大敌人。
一天，当小米帮它鼠群的同伴偷东西吃时，他偶然发现了古斯特把餐厅留给小林的遗嘱 。在躲过史金一連串的追趕後，小米成功地把遺囑交給小林。他现在拥有了餐厅，也解雇了史金。被媒体捧为“餐饮业新星”的小林把他的成功都归功于他自己的天赋，这自然让小米十分生气。在激烈的争执后，小林赶走了小米，怄气的小米便带领他的部族老鼠去厨房大肆偷吃来加以报复。当小林向小米道歉时，发现了它和鼠群所做的好事後，憤怒地將老鼠們趕出餐廳。小米感到做得太过分了，伤害了小林，就拒绝跟其它老鼠一起再次“袭击”厨房。
就这样，转眼就到了美食评论家柯柏（Anton Ego，彼得·奧圖聲演）到访的日子。柯柏是一个十分吹毛求疵的评论家，古斯特就是因为他把餐馆从5星降为4星而忧郁成疾去世的（去世之後再度降为3星）。挑剔的柯柏要求小林做他最拿手的菜。没有小米坐镇，小林就不会烹调，在厨房所有人面前他只好道出了真相，其他厨师因无法接受均纷纷离开。骑行在路上的甜姐在街边书店见到古斯特书上的座右銘「任何人都能做菜！」后受到感化而返回餐厅。见证这一切的老常被他的儿子感动了，把整个鼠群都叫来帮忙。小米就把它们指挥起来，一起完成当天晚上的所有订单。小林则穿上溜冰鞋担任当天的服務生。小米见它的鼠群团结协力，感受到了家的温暖，因此有感而发，为柯柏准备雜菜煲（Ratatouille）；这道看似再普通不过的法国家常菜却勾起了柯柏小时候对妈妈的回忆而感動。柯柏要求见大厨道谢，但是甜姐坚持必须等所有客人走了才可以。当天打烊后，柯柏见到了在廚房做料理的小米。柯柏經過小林說明後，回到住所經過長思后，用委婉的方式将古斯特餐厅的「老鼠大廚」小米评为巴黎最伟大的厨师。
就在老鼠们做菜的时候，一个卫生检察员根据史金的密報在厨房发现了老鼠们，雖然老鼠們及時拦下了他和史老闆以阻止老鼠在廚房的事情立即曝光，但是後來不得不釋放他們，古斯特餐厅隨後也被勒令停業。柯柏也因此失去了他的信誉和评论家的工作。不过透過柯柏的投资赞助，小林、甜姐和小米开了一家名叫La Ratatouille的小餐廳，生意門庭若市，当然店里也少不了让鼠群吃饭的地方。故事完美結束。

## 配音员
| 配音            | 配音   | 配音   | 配音     | 角色                                 |
| 美國            | 台灣   | 香港   | 中國大陆 | 角色                                 |
| --------------- | ------ | ------ | -------- | ------------------------------------ |
| 帕頓·奧斯瓦爾特 | 曾國城 | 鄭中基 | 何炅     | 雷米/台譯：小米（Remy）              |
| 伊恩·霍姆       | 許傑輝 | 顏國樑 | 高增志   | 史老闆（Chef Skinner）               |
| 劉·羅馬多       | 張棟樑 | 梁漢文 | 李维嘉   | 林格尼“小林”（Alfredo Linguini）     |
| 布拉德·加雷特   | 康殿宏 | 盧海鵬 | 李立宏   | 古斯多/台翻：食神（Auguste Gusteau） |
| 潔妮·加法羅     | 王心凌 | 張栢芝 | 谢娜     | 樂樂（Colette Tatou）                |
| 布萊恩·丹內利   | 陳宗岳 | 劉江   | 陸建藝   | 老王（Django）                       |
| 彼得·奧圖       | 佟紹宗 | 江毅   | 陸揆     | 柯柏（Anton Ego）                    |
| 彼得·孫         | NONO   | 劉錫賢 | 田鮑伯   | 大米（Emile）                        |
| 威尔·阿奈特     | 陳宗岳 | 袁富華 |          | 霍斯特（Horst）                      |
| 吉尼斯·卡拉翰   | 姜先誠 | 梁家傑 |          | 萊洛（Lalo）                         |
| 詹姆士·雷瑪     | 夏治世 | 周偉強 |          | 萊魯羅（Larousse）                   |
| 约翰·拉岑贝格尔 | 孫德成 | 谷德昭 |          | 穆塔法（Mustafa）                    |
| 泰迪·紐頓       | 于正昌 | 張學潤 |          | 泰隆·拉巴斯（Talon Labarthe）        |
| 托尼·弗西       | 于正昌 | 盧俊豪 |          | 旁畢都（Pompidou）                   |
| 傑克·史丹費德   | 陳旭昇 | 趙增熹 |          | 吉特（Git）                          |
| 布拉德·伯德     | 夏治世 |        |          | 安布斯特爾（Ambrister Minion）       |
| 史蒂芬尼·洛克斯 | 康殿宏 | 顏聯武 |          | 電視節目旁白                         |
| 托馬斯·凱勒     |        |        |          | 餐廳客人                             |

## 製作人
這部電影由畢·貝特導演，他曾導演2004年彼思動畫電影《超人特攻隊》（The Incredibles）。Jan Pinkava是這部電影的副導演（最初是導演），他曾導演1997年彼思動畫短片（Geri's Game）。劇本由Emily Cook和Kathy Greenberg完成，他們均是首次创作電影劇本，而故事則由Jan Pinkava創作。電影由Michael Giacchino配樂，他曾替《超人特工隊》、《单人乐队》（One Man Band）、《迷失》（Lost）及《雙面女間諜》（Alias）配樂。
该片执行导演是迪士尼-皮克斯动画工作室首席创作总监，约翰·拉塞特，他就是一直亲自打造皮克斯所有动画电影的领军人物。该片制片是布拉德·李维斯 和约翰·拉塞特（执行制片），剪辑Darren T. Holmes，前期作品有《鐵巨人》（The Iron Giant）及《扮嘢小魔星》（Lilo & Stitch）。

## 获奖
《美食总动员》获五项奥斯卡金像奖提名，除最佳动画长片获奖外，原著剧本、原创配乐、音效、音效剪辑分别不敌《朱诺》、《神鬼認證：最後通牒》、《赎罪》。影片入围13项安妮奖并拿下最佳动画片，两项最佳动画效果不敌《衝浪季節》，詹妮安·加罗法洛、伊恩·荷姆、帕顿·奥斯瓦尔特均获最佳配音奖提名，最后荷姆获奖。本片还获芝加哥影评人协会、國家評論協會、評論家選擇協會、英国电影学院奖、金球獎最佳动画片奖。

## 花絮
- 该片市场推广总监说片名发音是“rat-a-too-ee”，这个发音其实是不符合标准发音规则的（相对来说正确发音是“ra-ta-too-ee”）。而德文的发音则应当是“ratte-tuu-ii”（“Ratte”是德文里面老鼠的意思）。
- 饭店老板的名字是"Auguste Gusteau"（厨神），这两个字即是同意字也是由相同字母的不同排列顺序组成.姓的发音跟意大利语"gusto"相同，意思是香料，名字则是这个字的字母重排列而成。
- 影片中饭店名字是“Gusteau's”（厨神餐厅），代指老板名字“Auguste Gusteau”。
- 料理鼠王的主要劇情，就如2007年预告片暗示的那样，是一隻老鼠秘密地指導人類在事業上成功，內容近似於迪士尼以往的短片 Ben and Me。
- 在预告片中谈论奶酪的那位法国服务员，是由导演布拉德·伯德配的音。
- 预告片刚一开始，出现了一座过街天桥就是巴黎著名的“艺术桥”。影片虚构的饭店，则位于塞纳河的对面、卢浮宫的旁边、卡卢塞尔桥的西南位置。从奥塞博物馆这部分开始，影片中的巴黎与现实世界中的比较做了轻微的改动。
- 动画工作组在制作影片的过程中，由美国名厨托马斯·凯勒（Thomas Keller）协助，他拥有一家自己的饭店，名叫“法国洗衣店”（French Laundry）。凯勒在影片中客串配音，他的角色是厨神餐厅的一位赞助商。
- 影片的美工兼设计主管迈克尔·沃彻(Michael Warch)，拥有真正的厨师资格证书。
- 在设计老鼠的时候，影片做了许多改动，包括鼻子和耳朵。鼠类专家、国际鼠迷俱乐部创始人黛比·迪科曼（Debbie Ducommun）还专门把自己饲养的几只宠物鼠送了过来，给艺术和动画部门进行观察和实验。（从Pixar和导演制作的花絮短片可以看到作为模型的真老鼠）
- 为了让厨房垃圾看起来更加真实，动画师位专门研究了真正的蔬菜腐烂时的样子。总共有15种不同的农作物被拍照观察，其中包括苹果、浆果、香蕉、蘑菇、桔子、椰菜和莴苣。
- 设计角色形象过程中，雕刻师总共为主角小米制作了9个手工的粘土雕像，其中的6个分别代表不同阶段的样子，而剩下的3个定型设计的不同姿势。

## 預告片
延续皮克斯的传统，该片第一个预告片会跟随上一部影片也就是《汽車總動員》同时上映。皮克斯另一个传统就是它所出品的其他作品里的形象也会互相客串。
预告片情节如下:
- 该片主角，Rémy，在一家高档巴黎餐厅偷奶酪时被发现而拼命逃窜，然后他就对观众发表了对「好食物」（片中我们吃的食物）要好于垃圾食品（他的父亲和朋友吃的）的见解。

第二部预告片于2007年3月23日释出。

## 資料來源
1. ↑  .   [2007-04-27]. （原始内容存档于2012-01-13）.
2. ↑  .   [2007-04-27]. （原始内容存档于2018-07-06）.
3. ↑  Pamela McClintock. . Variety. 2007-07-01  [2021-05-13]. （原始内容存档于2021-04-11）.
4. ↑  . The Numbers.   [2021-05-13]. （原始内容存档于2021-05-06）.
5. ↑  . Metacritic.   [2008-12-16]. （原始内容存档于2008-12-16）.
6. ↑  Bill Desowitz, Ryan Lattanzio, Christian Zilko. . IndieWire.   [2022-05-04]. （原始内容存档于2022-07-25）.
7. ↑  .   [2007-04-22]. （原始内容存档于2019-06-28）.
8. ↑  由屋子內裝来看，老夫人極可能是伊古的母亲
9. ↑  .   [2007-04-22]. （原始内容存档于2007-10-05）.
10. ↑  . Academy of Motion Picture Arts and Sciences. 2008-02-24  [2021-05-13]. （原始内容存档于2021-05-02）.
11. ↑  . International Animated Film Association.   [2021-05-14]. （原始内容存档于2021-01-20）.
12. ↑  . Chicago Film Critics Association.   [2021-05-14]. （原始内容存档于2021-04-10）.
13. ↑  . National Board of Review.   [2021-05-14]. （原始内容存档于2021-03-20）.
14. ↑  . Broadcast Film Critics Association.   [2012-12-30]. （原始内容存档于2012-12-30）.
15. ↑  . Hollywood Foreign Press Association: 3.   [2021-05-14]. （原始内容存档于2021-04-16）.
16. ↑  Walt Disney Pictures. . Comingsoon.net. 2007-03-19  [2007-03-19]. （原始内容存档于2014-04-28）.

## 外部連結
- 互联网电影数据库（IMDb）上《料理鼠王》的资料（英文）
- 爛番茄上《料理鼠王》的資料（英文）
- Box Office Mojo上《料理鼠王》的資料（英文）
- AllMovie上《料理鼠王》的资料（英文）
- Metacritic上《料理鼠王》的資料（英文）
- 開眼電影網上《料理鼠王》的資料（繁體中文）
- 豆瓣电影上《料理鼠王》的資料 （简体中文）